# Ciclismo en los Juegos Olímpicos de Río de Janeiro 2016 – BMX masculino
El evento de BMX masculino de Ciclismo en los Juegos Olímpicos de Río de Janeiro 2016 tuvo lugar el 17 al 19 de agosto en el Centro Olímpico de BMX.

## Horario
Todos los horarios están en UTC tiempo de Brasil (-4 GMT)
| Fecha                           | Tiempo | Ronda               |
| ------------------------------- | ------ | ------------------- |
| Miércoles, 17 de agosto de 2016 | 13:30  | Clasificaciones     |
| Viernes, 19 de agosto de 2012   | 13:30  | Semifinales y final |

## Resultados
| Rank | Nombre                   | Tiempo | Notas |
| ---- | ------------------------ | ------ | ----- |
| 1    | Joris Daudet (FRA)       | 34.617 |       |
| 2    | David Graf (SUI)         | 34.678 |       |
| 3    | Sam Willoughby (AUS)     | 34.714 |       |
| 4    | Connor Fields (USA)      | 34.768 |       |
| 5    | Corben Sharrah (USA)     | 34.893 |       |
| 6    | Twan van Gendt (NED)     | 34.933 |       |
| 7    | Māris Štrombergs (LAT)   | 34.953 |       |
| 8    | Niek Kimmann (NED)       | 35.070 |       |
| 9    | Nicholas Long (USA)      | 35.088 |       |
| 10   | Liam Phillips (GBR)      | 35.095 |       |
| 11   | Amidou Mir (FRA)         | 35.248 |       |
| 12   | Yoshitaku Nagasako (JPN) | 35.286 |       |
| 13   | Bodi Turner (AUS)        | 35.333 |       |
| 14   | Carlos Oquendo (COL)     | 35.341 |       |
| 15   | Luis Brethauer (GER)     | 35.379 |       |
| 16   | Renato Rezende (BRA)     | 35.404 |       |
| 17   | Jelle van Gorkom (NED)   | 35.413 |       |
| 18   | Tory Nyhaug (CAN)        | 35.422 |       |
| 19   | Carlos Ramírez (COL)     | 35.423 |       |
| 20   | Anthony Dean (AUS)       | 35.445 |       |
| 21   | Kyle Evans (GBR)         | 35.776 |       |
| 22   | Jérémy Rencurel (FRA)    | 35.884 |       |
| 23   | Jefferson Milano (VEN)   | 35.945 |       |
| 24   | Niklas Laustsen (DEN)    | 36.199 |       |
| 25   | Trent Jones (NZL)        | 36.331 |       |
| 26   | Kyle Dodd (RSA)          | 36.454 |       |
| 27   | Alfredo Campo (ECU)      | 36.463 |       |
| 28   | Tore Navrestad (NOR)     | 36.484 |       |
| 29   | Gonzalo Molina (ARG)     | 36.860 |       |
| 30   | Evgeny Komarov (RUS)     | 36.958 |       |
| 31   | Toni Syarifudin (INA)    | 40.975 |       |
| 32   | Edžus Treimanis (LAT)    |        | DNF   |

### Cuartos de final

#### Serie 1
| Rank | Nombre                 | 1 carrera  | 2 carrera    | 3 carrera    | Total | Notas |
| ---- | ---------------------- | ---------- | ------------ | ------------ | ----- | ----- |
| 1    | Jelle van Gorkom (NED) | 35.101 (1) | 35.872 (1)   | 36.680 (4)   | 6     | Q     |
| 2    | Trent Jones (NZL)      | 35.455 (3) | 35.561 (2)   | 36.173 (2)   | 7     | Q     |
| 3    | Nicholas Long (USA)    | 35.730 (5) | 40.046 (4)   | 35.331 (1)   | 10    | Q     |
| 4    | Niek Kimmann (NED)     | 35.725 (4) | 1:47.485 (7) | 36.431 (3)   | 14    | Q     |
| 5    | Edžus Treimanis (LAT)  | 36.022 (7) | 37.619 (3)   | 37.379 (5)   | 15    |       |
| 6    | Joris Daudet (FRA)     | 35.434 (2) | DNF (8)      | DNF (8)      | 18    |       |
| 7    | Niklas Laustsen (DEN)  | 36.965 (8) | 44.351 (5)   | 41.942 (6)   | 19    |       |
| 8    | Renato Rezende (BRA)   | 35.970 (6) | 1:19.255 (6) | 1:44.597 (7) | 19    |       |

#### Serie 2
| Rank | Nombre                 | 1 carrera    | 2 carrera    | 3 carrera  | Total | Notas |
| ---- | ---------------------- | ------------ | ------------ | ---------- | ----- | ----- |
| 1    | Tory Nyhaug (CAN)      | 35.958 (1)   | 35.035 (1)   | 38.754 (2) | 4     | Q     |
| 2    | Luis Brethauer (GER)   | 37.386 (2)   | 36.234 (2)   | 39.384 (3) | 7     | Q     |
| 3    | Jefferson Milano (VEN) | 41.709 (3)   | 36.296 (3)   | 40.894 (6) | 12    | Q     |
| 4    | David Graf (SUI)       | 2:54.204 (7) | 1:14.051 (6) | 38.390 (1) | 14    | Q     |
| 5    | Māris Štrombergs (LAT) | 1:36.876 (6) | 44.376 (4)   | 39.554 (4) | 14    |       |
| 6    | Kyle Dodd (RSA)        | 42.683 (4)   | 50.545 (5)   | 39.959 (5) | 14    |       |
| 7    | Toni Syarifudin (INA)  | 45.325 (5)   | 1:21.149 (7) | DNS (10)   | 22    |       |
| 8    | Liam Phillips (GBR)    | DNF (8)      | DNS (10)     | DNS (10)   | 28    |       |

#### Serie 3
| Rank | Nombre                | 1 carrera    | 2 carrera  | 3 carrera    | Total | Notas |
| ---- | --------------------- | ------------ | ---------- | ------------ | ----- | ----- |
| 1    | Sam Willoughby (AUS)  | 35.877 (1)   | 35.130 (1) | 35.152 (1)   | 3     | Q     |
| 2    | Carlos Oquendo (COL)  | 37.728 (3)   | 35.607 (3) | 35.699 (3)   | 9     | Q     |
| 3    | Twan van Gendt (NED)  | 1:46.311 (6) | 35.293 (2) | 35.217 (2)   | 10    | Q     |
| 4    | Carlos Ramírez (COL)  | 37.054 (2)   | 36.181 (5) | 36.020 (4)   | 11    | Q     |
| 5    | Jérémy Rencurel (FRA) | 40.894 (4)   | 35.927 (4) | 1:30.329 (6) | 14    |       |
| 6    | Evgeny Komarov (RUS)  | 41.584 (5)   | 40.430 (6) | 39.770 (5)   | 16    |       |
| 7    | Amidou Mir (FRA)      | DNF (8)      | DNS (10)   | DNS (10)     | 28    |       |
| 8    | Alfredo Campo (ECU)   | DNF (8)      | DNS (10)   | DNS (10)     | 28    |       |

#### Serie 4
| Rank | Nombre                   | 1 carrera  | 2 carrera  | 3 carrera  | Total | Notas |
| ---- | ------------------------ | ---------- | ---------- | ---------- | ----- | ----- |
| 1    | Anthony Dean (AUS)       | 35.934 (2) | 34.994 (1) | 35.193 (1) | 4     | Q     |
| 2    | Connor Fields (USA)      | 35.191 (1) | 35.761 (4) | 35.601 (3) | 8     | Q     |
| 3    | Corben Sharrah (USA)     | 36.213 (4) | 35.558 (3) | 35.447 (2) | 9     | Q     |
| 4    | Gonzalo Molina (ARG)     | 36.078 (3) | 35.412 (2) | 36.122 (5) | 10    | Q     |
| 5    | Bodi Turner (AUS)        | 39.094 (6) | 42.436 (8) | 35.721 (4) | 18    |       |
| 6    | Tore Navrestad (NOR)     | 42.105 (8) | 35.904 (5) | 36.715 (6) | 19    |       |
| 7    | Kyle Evans (GBR)         | 37.230 (5) | 40.351 (7) | 37.203 (7) | 19    |       |
| 8    | Yoshitaku Nagasako (JPN) | 41.455 (7) | 39.258 (6) | 47.041 (8) | 21    |       |

### Semifinales

#### Semifinal 1
| Rank | Nombre                 | 1 carrera  | 2 carrera  | 3 carrera    | Total | Notas |
| ---- | ---------------------- | ---------- | ---------- | ------------ | ----- | ----- |
| 1    | Anthony Dean (AUS)     | 35.243 (1) | 34.901 (1) | 34.832 (1)   | 3     | Q     |
| 2    | Jelle van Gorkom (NED) | 35.337 (2) | 35.615 (6) | 35.038 (3)   | 11    | Q     |
| 3    | Carlos Ramírez (COL)   | 35.537 (3) | 35.261 (3) | 42.706 (5)   | 11    | Q     |
| 4    | Nicholas Long (USA)    | 35.858 (5) | 35.450 (5) | 34.921 (2)   | 12    | Q     |
| 5    | Corben Sharrah (USA)   | 36.289 (6) | 35.164 (2) | 35.352 (4)   | 12    |       |
| 6    | Carlos Oquendo (COL)   | 35.740 (4) | 35.420 (4) | 55.966 (6)   | 14    |       |
| 7    | David Graf (SUI)       | 45.335 (8) | 36.057 (7) | 2:10.243 (7) | 22    |       |
| 8    | Luis Brethauer (GER)   | 36.400 (7) | 36.230 (8) | DNF (8)      | 23    |       |

#### Semifinal 2
| Rank | Nombre                 | 1 carrera    | 2 carrera    | 3 carrera  | Total | Notas |
| ---- | ---------------------- | ------------ | ------------ | ---------- | ----- | ----- |
| 1    | Sam Willoughby (AUS)   | 34.888 (1)   | 34.478 (1)   | 34.686 (1) | 3     | Q     |
| 2    | Connor Fields (USA)    | 35.163 (2)   | 34.802 (2)   | 36.176 (6) | 10    | Q     |
| 3    | Niek Kimmann (NED)     | 35.676 (4)   | 36.147 (6)   | 35.222 (2) | 12    | Q     |
| 4    | Tory Nyhaug (CAN)      | 36.714 (6)   | 35.025 (3)   | 35.640 (3) | 12    | Q     |
| 5    | Twan van Gendt (NED)   | 35.905 (5)   | 35.732 (5)   | 35.663 (4) | 14    |       |
| 6    | Gonzalo Molina (ARG)   | 39.102 (7)   | 35.541 (4)   | 35.807 (5) | 16    |       |
| 7    | Trent Jones (NZL)      | 35.425 (3)   | 1:05.161 (7) | 36.391 (7) | 17    |       |
| 8    | Jefferson Milano (VEN) | 1:56.976 (8) | 1:14.157 (8) | 38.018 (8) | 24    |       |

### Final
| Rank              | Name                   | Time   |
| ----------------- | ---------------------- | ------ |
| Medalla de oro    | Connor Fields (USA)    | 34.093 |
| Medalla de plata  | Jelle van Gorkom (NED) | 35.316 |
| Medalla de bronce | Carlos Ramírez (COL)   | 35.517 |
| 4                 | Nicholas Long (USA)    | 35.522 |
| 5                 | Tory Nyhaug (CAN)      | 35.674 |
| 6                 | Sam Willoughby (AUS)   | 36.325 |
| 7                 | Niek Kimmann (NED)     | 36.579 |
| 8                 | Anthony Dean (AUS)     | DNF    |

- Datos: Q25476750
- Multimedia: Cycling at the 2016 Summer Olympics – Men's BMX - August 17 / Q25476750